# Ochrosperma
Ochrosperma es un género de plantas perteneciente a la familia Myrtaceae. Originario  de este de  Australia. 

## Taxonomía
El género fue descrito por Malcolm Eric Trudgen y publicado en Nuytsia 6(1): 11, 1987.

## Especies
- Ochrosperma adpressum A.R.Bean, Austrobaileya 4: 387 (1995).
- Ochrosperma citriodorum (Penfold & J.L.Willis) Trudgen, Nuytsia 6: 14 (1987).
- Ochrosperma lineare (C.T.White) Trudgen, Nuytsia 6: 12 (1987).
- Ochrosperma obovatum A.R.Bean, Austrobaileya 5: 499 (1999).
- Ochrosperma oligomerum (Radlk.) A.R.Bean, Austrobaileya 4: 389 (1995).
- Ochrosperma sulcatum A.R.Bean, Austrobaileya 4: 648 (1997).[2]